# شاهزاده خانم یخی
شاهدخت یخی (به انگلیسی: Ice Princess) فیلمی محصول سال ۲۰۰۵ و به کارگردانی تیم فیول است. در این فیلم بازیگرانی همچون جون کیوسک، کیم کاترال، میشل تراکتنبرگ، هیدن پنیتیر، اریک کینگ، دیگو کلتنهاف، مارتا مک‌آیزاک، ترور بلوماس و میشل کوان ایفای نقش کرده‌اند.